# Typostola
Typostola là một chi nhện trong họ Sparassidae.